# García (santo)

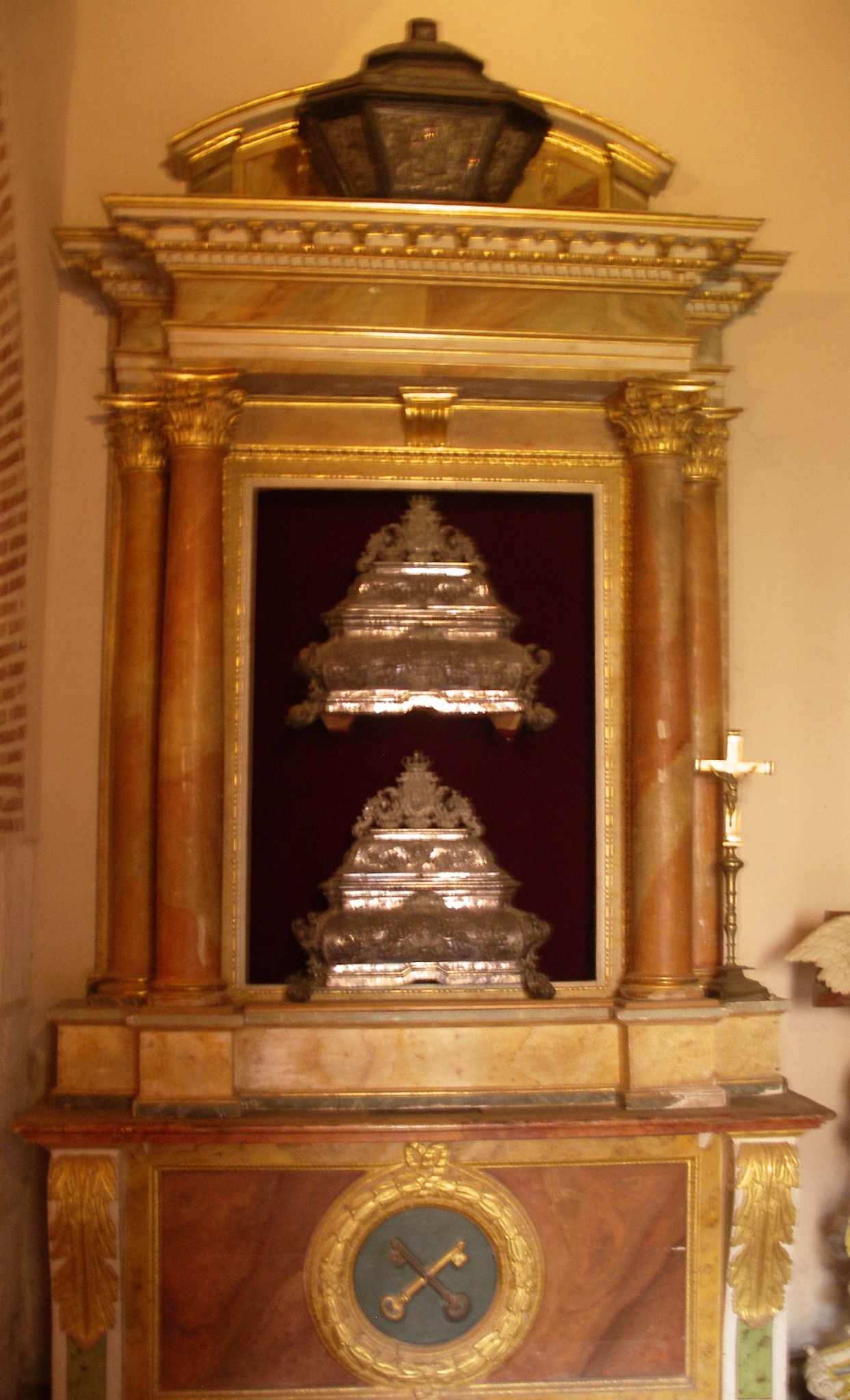
Relicario con los restos de san García y otros santos. Colegiata de San Cosme y San Damián, Covarrubias (Burgos).

García (también conocido como García de Arlanza y García de Quintanilla) fue un santo castellano, abad del monasterio de San Pedro de Arlanza, fallecido en 1073 o 1074. Su festividad se celebra el 25 de noviembre.
Según una tradición tardía, se le supone nacido en el pueblo de Quintanilla (posteriormente renombrado, en su honor, Quintanilla San García). Ingresó muy joven en el monasterio de San Pedro de Arlanza, donde se distinguió por su gran piedad. A la muerte del abad Aureolo, en 1050, fue elegido su sucesor y estuvo en el cargo durante tres décadas. San Pedro de Arlanza pasó bajo su gobierno una época de gran prosperidad económica y tuvo importantes donaciones regias de Fernando I y Sancho II de Castilla.
Famoso por sus milagros, un Viernes Santo convirtió el agua en vino al bendecir la mesa.
Consiguió que el rey Fernando I de Castilla, gran protector del monasterio, le concediera las reliquias de los mártires de Vicente, Sabina y Cristeta, enterrados en Ávila.

## Reliquias
Tras la desamortización del monasterio de San Pedro de Arlanza, las reliquias de san García se trasladaron a la colegiata de Covarrubias. Su anillo abacial se conserva en el monasterio de Santo Domingo de Silos. También, en 1725, se trasladaron importantes reliquias a su supuesto pueblo natal, Quintanilla San García.